# 加々美高浩
加々美 高浩（かがみ たかひろ、1962年2月6日 - ）は、日本の男性アニメーター、キャラクターデザイナー。神奈川県横浜市出身。元ゆめ太カンパニー（TYOアニメーションズに吸収合併された会社）、スタジオコクピット所属。現スタジオ潮風所属。

## 人物
手の作画に重きを置き、手によるキャラクター表現・演出を得意とするアニメーターである。これは子供の頃に観たブルース・リーの出演映画で彼の手の動きに感銘を受け、以降自身が描く人物にも採り入れるようになったためである。
尊敬するアニメーターに荒木伸吾を挙げている。

## 参加作品

### テレビアニメ
1983年
- 愛してナイト（動画）
- ストップ!! ひばりくん!（動画）

1984年
- Gu-Guガンモ（動画）
- とんがり帽子のメモル（動画）

1988年
- 闘将!!拉麵男（原画）

1989年
- 魔法使いサリー（作画監督）

1990年
- 新ビックリマン（原画）
- まじかる☆タルるートくん（原画）

1991年
- ゲッターロボ號（作画監督）

1993年
- GS美神 （作画監督、原画）
- SLAM DUNK（作画監督）
- 美少女戦士セーラームーン（原画）

1994年
- ママレード・ボーイ（作画監督、原画）

1995年
- ご近所物語（作画監督）
- 天地無用!（原画）
- ナースエンジェルりりかSOS（原画）

1996年
- 地獄先生ぬ〜べ〜（作画監督、原画）

1997年
- キューティーハニーF（作画監督、原画）

1998年
- おじゃる丸（原画）
- デビルマンレディー（原画）
- ポケットモンスター（原画）

1999年
- 今、そこにいる僕（作画監督）
- 仙界伝 封神演義（作画監督、作画監督補佐、原画）

2000年
- 遊☆戯☆王デュエルモンスターズ（古代編キャラクターデザイン、モンスターデザイン、作画監督、レイアウト、原画、第5期OP&ED作画監督・原画）

2004年
- 十兵衛ちゃん2-シベリア柳生の逆襲-（原画）
- こちら葛飾区亀有公園前派出所（原画）
- 遙かなる時空の中で-八葉抄-（作画監督）
- 名探偵コナン（作監補助、原画）

2005年
- 蟲師（作画監督、原画）

2006年
- 鍵姫物語 永久アリス輪舞曲（OP原画）
- 遊☆戯☆王デュエルモンスターズALEX（モンスターデザイン）※日本未公開
- DEATH NOTE（総作画監督、作画監督、原画、第2期ED作画監督）
- 僕等がいた（原画）

2007年
- ウエルベールの物語 〜Sisters of Wellber〜（原画）
- Over Drive（原画）
- ゆめだまや奇談（原画）

2008年
- キャシャーン Sins（原画）
- 絶対可憐チルドレン（メインキャラクターデザイン 、総作画監督、作画監督、原画、第4期ED絵コンテ・演出、第1期・第2期OP作画監督、第3期・第4期ED作画監督、第1期OP原画、第4期ED原画）

2009年
- 君に届け（原画）
- 遊☆戯☆王5D's（アバンタイトル原画）

2010年
- 学園黙示録 HIGHSCHOOL OF THE DEAD（作画監督補佐、原画）
- 黒執事II（原画）

2011年
- 輪るピングドラム（作画監督、原画）
- 未来日記（原画）

2013年
- 翠星のガルガンティア（作画監督）
- よんでますよ、アザゼルさん。Z（作画監督）
- ルパン三世 princess of the breeze 〜隠された空中都市〜（キャラクターデザイン、総作画監督）

2014年
- 銀の匙 Silver Spoon（原画）
- 蟲師 続章（作画監督、原画、第二原画）
- 遊☆戯☆王ZEXAL II（作画監督、原画）

2016年
- タイムボカン24（総作画監督、作画監督、原画）

2017年
- キラキラ☆プリキュアアラモード（原画）
- 僕のヒーローアカデミア（第2期ED2原画）
- 神撃のバハムート VIRGIN SOUL（作画監督）

2018年
- BANANA FISH（作画監督、原画）

2021年
- SK∞ エスケーエイト（アクション作画監督、原画）

2024年
- ぶっちぎり?!（キャラクターデザイン、総作画監督、作画監督）

2025年
- 魔法つかいプリキュア!!〜MIRAI DAYS〜（ED原画）
- 地獄先生ぬ〜べ〜 (2025)（作画監督）

### 劇場アニメ
1986年
- トランスフォーマー ザ・ムービー（原画）

1993年
- 三国志　第二部・長江燃ゆ!（原画）

1994年
- GS美神 極楽大作戦!!（原画）
- スラムダンク（作画監督補佐）

1997年
- 地獄先生ぬ〜べ〜　恐怖の夏休み!!妖しの海の伝説（原画）

1998年
- 銀河鉄道999 エターナル・ファンタジー（キャラクターデザイン、作画監督）

2004年
- 劇場版 金色のガッシュベル!! 101番目の魔物（原画）

2005年
- 映画 ふたりはプリキュア Max Heart（原画）
- 劇場版 金色のガッシュベル!! メカバルカンの来襲（原画）
- ONE PIECE THE MOVIE オマツリ男爵と秘密の島（原画）

2007年
- 映画 Yes!プリキュア5 鏡の国のミラクル大冒険!（原画）

2010年
- 10thアニバーサリー 劇場版 遊☆戯☆王 〜超融合!時空を越えた絆〜（キャラクターデザイン、モンスターデザイン、総作画監督、作画監督）

2012年
- 劇場版 BLOOD-C The Last Dark（作画監督、原画）
- ONE PIECE FILM Z（作画監督）

2016年
- 遊☆戯☆王 THE DARK SIDE OF DIMENSIONS（キャラクターデザイン、総作画監督、原画、動画）

2020年
- 魔女見習いをさがして（作画監督協力）
- ジョゼと虎と魚たち（原画）

### OVA
1986年
- 湘南爆走族（作画監督、作画監督補佐、原画）

1988年
- クライング フリーマン（原画）
- 遠山桜宇宙帖 奴の名はゴールド（原画）

1989年
- クライング フリーマン2　風声鶴唳（原画）
- ビー・バップ・ハイスクール（原画）

1990年
- ヴァンパイヤー戦争（原画）
- クライング フリーマン3　比翼連理（原画）
- 花のあすか組!2 ロンリーキャッツ・バトルロイヤル（作監補、原画）

1998年
- クイーン・エメラルダス（原画）
- 地獄先生ぬ〜べ〜（OP・ED原画）

1999年
- 地獄先生ぬ〜べ〜　史上最大の激戦!絶鬼来襲!!（キャラクターデザイン、作画監督、原画）

2000年
- ストリートファイターZERO THE ANIMATION（原画）

2001年
- アンジェリーク 〜聖地より愛をこめて〜（原画）

2003年
- アニメーション制作進行くろみちゃん2（原画）
- HUNTER×HUNTER GREED ISLAND（原画）

2004年
- アンジェリーク（OP原画）

2010年
- 絶対可憐チルドレン 〜愛多憎生! 奪われた未来?〜（キャラクターデザイン、作画監督）

2011年
- 聖闘士星矢 THE LOST CANVAS 冥王神話 第2章（作画監督、作画監督補佐、原画）

2014年
- よんでますよ、アザゼルさん。（作画監督）

### ゲーム
1992年
- 魔法の少女シルキーリップ（原画）

### パッケージイラスト
1994年
- フィルムコミック 椎名高志 原作『GS美神②』（小学館SSCビジュアルセレクション）

2003年
- CD 銀河鉄道999 JAZZ

2009年
- 銀河鉄道999 劇場版Blu-ray Disc Box

2022年
- コトブキヤ プラモデル クロスフレーム・ガール　ブラック・マジシャン・ガール

2023年
- バンダイナムコ プラモデル Figure-rise Standard Amplified 青眼の白龍

### その他
- コトブキヤ 可動デッサンモデル　ARTIST SUPPORT ITEM ハンドモデル（監修）

## 著書
- 加々美高浩が全力で教える「手」の描き方 圧倒的に心を揺さぶる作画流儀（2019年11月9日初版発行 / SBクリエイティブ / ISBN 978-4-7973-9985-1）
- 加々美高浩がもっと全力で教える「スゴい手」の描き方 一瞬で心に刻まれる作画流儀（2022年1月20日初版発行 / SBクリエイティブ / ISBN 978-4-8156-0567-4）